# Johann Eustach von Görtz
Pour les articles homonymes, voir Görtz.
Johann Eustach von Görtz est un diplomate prussien, né en 1737 et mort en 1821.

## Biographie
Issu de la famille "von Schlitz genannt von Görtz", il est précepteur du duc Charles-Auguste, l’ami de Gœthe et le protecteur des lettres. Il réussit, en 1778, comme envoyé à Munich, à faire échouer le projet de démembrement de la Bavière au profit de l’Autriche. Il s’acquit, par ce service, la haute estime de Frédéric II, et remplit ensuite avec le même succès les fonctions d’ambassadeur à Pétersbourg, à La Haye, à la diète de Ratisbonne, poste qu’il conserva de 1783 à 1806. Après la paix de Tilsitt, Gœrtz rentra dans la vie privée. 
Mirabeau a dit de ce diplomate : « Il n’est point sans habileté ; il est froid, sec, disgracieux, mais fin, maître de lui, quoique violent, bon observateur et dévoué au parti anglais. »

## Œuvres
On a de lui plusieurs ouvrages, parmi lesquels :
- Mémoire sur la neutralité armée et son origine (1801) ;
- Mémoires et actes authentiques relatifs aux négociations gui ont précédé le partage de la Pologne (1810) ;
- Mémoire historique de la négociation pour la succession de la Bavière (1812, 10 vol. in-8°) ;
- Mémoires historiques et politiques du comte de Görzt (Stuttgard, 1827, 2 vol. in-8°).

## Source
« Johann Eustach von Görtz », dans Pierre Larousse, Grand dictionnaire universel du XIXe siècle, Paris, Administration du grand dictionnaire universel, 15 vol., 1863-1890 [détail des éditions].